# Goldteju
Der Goldteju (Tupinambis teguixin), auch Bänderteju, Salompenter oder Iguan genannt, ist eine Art in der Familie der Schienenechsen (Teiidae). Er wurde 1758 von Linné beschrieben.

## Verbreitung
Sein Verbreitungsgebiet ist das nördliche und mittlere Südamerika und reicht von Kolumbien, Venezuela und Guayana, über das Amazonasgebiet bis nach Paraguay und Nordargentinien. Er lebt dort als Bodenbewohner in Regenwäldern, Savannen, im Küstenbereich und entlang der Flüsse.

## Merkmale
Der Goldteju kann bis zu 1,4 Meter lang werden und ist von schwarzbrauner, leicht bläulich schimmernder Grundfärbung. Gelbe Flecken auf dem Rücken setzen sich zu mehreren Querbinden zusammen. Am Kopf, am Hals und an den Beinen finden sich weißgelbe Flecken. Er hat 17 bis 29 Präanal- und Femoralporen.

## Lebensweise
Goldtejus ernähren sich von Insekten, Spinnen, Eiern und kleinen Wirbeltieren. Gelegentlich fressen sie auch Obst, Kräuter und Blüten. Sie können sehr gut klettern und schwimmen und graben Wohnhöhlen in den Bodengrund.

## Fortpflanzung
Goldtejumännchen umwerben die Weibchen mit Kopfnicken, Zischlauten und zarten Bissen in den Schwanz. Das Weibchen bekundet seine Paarungsbereitschaft durch Kopfschütteln und Anheben des Schwanzes. Bei der Kopulation beißt das Männchen in den Nacken des Weibchens. Die 4 bis 32 Eier werden oft in ein aufgebrochenes Nest von Baumtermiten gelegt, das die Termiten danach wieder verschließen. So bietet es einen warmen und sicheren Schutz. Die Eier wiegen zwischen 17 und 24 Gramm, sind 42 bis 54 mm lang und 25 bis 31 mm breit. Wenn die Tiere dann nach 152 bis 171 Tagen schlüpfen, müssen sich die 18 bis 20 Gramm schweren Jungtiere einen Weg nach draußen bahnen. Sie haben dann eine Kopf-Rumpf-Länge von etwa 8 bis 8,5 Zentimetern und einen 12 Zentimeter langen Schwanz. Nach einem Jahr können sie eine Länge von 40 Zentimetern erreichen.